# Trận Xích Bích
Trận Xích Bích (giản thể: 赤壁之战; phồn thể: 赤壁之戰; Hán-Việt: Xích Bích chi chiến; bính âm: Chìbì zhī zhàn) là một trận đánh lớn cuối cùng thời Đông Hán có tính chất quyết định đến cục diện thời Tam Quốc. Trận đánh diễn ra vào mùa đông năm Kiến An thứ 13 (tức năm 208) giữa liên quân Tôn Quyền–Lưu Bị với quân đội lấy danh nghĩa triều đình của Tào Tháo. Trận Xích Bích kết thúc với chiến thắng quyết định của phe Tôn–Lưu trước đội quân đông đảo hơn của Tào Tháo. Chiến thắng này đã góp phần củng cố vị trí cho hai chư hầu Tôn Quyền, Lưu Bị ở hai bờ Trường Giang đồng thời ngăn cản việc Tào Tháo mở rộng phạm vi quyền lực xuống phía Nam Trung Hoa, tạo cơ sở cho sự hình thành hai nước Thục Hán và Đông Ngô.
Tuy là một trận đánh lớn có ý nghĩa quyết định trong lịch sử Trung Quốc nhưng vị trí chính xác của trận Xích Bích cho đến nay vẫn là điều gây tranh cãi. Phần lớn các học giả cho rằng Xích Bích nằm ở đâu đó trên bờ nam Trường Giang giữa Tây Nam Vũ Hán ngày nay và Đông Bắc Ba Khâu (nay là thành phố Nhạc Dương). Các thông tin chi tiết nhất về trận đánh được ghi tại phần ghi chép về Chu Du trong tác phẩm Tam quốc chí của Trần Thọ. Trận Xích Bích cũng được mô tả rất chi tiết trong tiểu thuyết Tam quốc diễn nghĩa của La Quán Trung.

## Bối cảnh chung

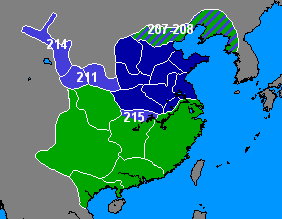
Lãnh thổ mở rộng của Tào Tháo giai đoạn 200–220

Từ cuối thế kỷ 2, triều đình nhà Đông Hán suy yếu, vua cuối cùng nhà Đông Hán là Hán Hiến Đế (lên ngôi năm 189) tuy ngồi trên ngai vàng tới 31 năm (đến năm 220) nhưng thực chất không có quyền lực và không thể kiểm soát được tình trạng cát cứ của các chư hầu trên khắp Trung Hoa. Trong số các chư hầu cuối thời Đông Hán thì người có quyền lực và tham vọng lớn nhất là Tào Tháo. Nhờ việc hỗ trợ dựng lại triều đình cho Hiến Đế ở Hứa Xương và thống nhất miền bình nguyên Hoa Bắc sau khi đánh bại Viên Thiệu (với chiến thắng quyết định tại trận Quan Độ), Tào Tháo được phong làm thừa tướng và là người nắm thực quyền của triều đình nhà Hán. Ngoài Tào Tháo nắm "thiên tử" để sai khiến chư hầu, các chư hầu còn lại gồm: Lưu Biểu (tông thất nhà Hán) – thứ sử Kinh Châu; Tôn Quyền – thủ lĩnh Giang Đông; Lưu Bị (tông thất nhà Hán) – đang nương nhờ Lưu Biểu; Lưu Chương (tông thất nhà Hán) – thứ sử Ích Châu; Trương Lỗ – thủ lĩnh Hán Trung; Mã Đằng và Hàn Toại – thủ lĩnh Tây Lương; Công Tôn Khang – thứ sử Liêu Đông.
Sau chiến dịch đánh bại bộ tộc Ô Hoàn vào năm 207 để ổn định hoàn toàn biên giới phía Bắc, Tào Tháo bắt đầu chuẩn bị lực lượng để đánh dẹp nốt các chư hầu còn lại ở phía Nam. Khu vực có vị trí chiến lược quyết định cho tham vọng bình định phương Nam của Tào Tháo là vùng đất hai bên bờ Trường Giang thuộc Kinh Châu (nay là các tỉnh Hồ Bắc và Hồ Nam của Trung Quốc). Muốn thống nhất đất đai nhà Hán, Tào phải kiểm soát được đường thủy ở phần giữa của Trường Giang cũng như cảng Giang Lăng để tạo bàn đạp tiến xuống vùng Giang Nam. Để làm được điều này quân đội mang danh nghĩa triều đình của Tào Tháo sẽ phải tiêu diệt lực lượng của hai chư hầu chính trong vùng: người thứ nhất là Lưu Biểu, thứ sử Kinh Châu, người chiếm giữ phần đất phía Tây Hán Thủy, thành Hán Khẩu cùng toàn bộ phần phía Nam của vùng; người thứ hai là Tôn Quyền, người kiểm soát phần đất phía Đông Hán Thủy và toàn bộ phần Đông Nam của vùng. Bên cạnh Lưu Biểu và Tôn Quyền thì Tào Tháo cũng còn một đối thủ khác, đó là Lưu Bị, vốn là chư hầu từng bị Tào Tháo đánh bại ở Nhữ Nam, nay nương nhờ Lưu Biểu tại Tân Dã.

## Diễn biến trước trận đánh

### Khởi đầu thuận lợi của Tào Tháo
Tháng 7 âm lịch năm 208, Tào Tháo dẫn đại quân nam tiến. Bước đầu chiến dịch bình định phía Nam của Tào Tháo trở nên dễ dàng khi Lưu Biểu trở nên đau ốm còn quân đội Kinh Châu dưới quyền ông ta thì mệt mỏi sau những xung đột với lực lượng của Tôn Quyền. Thêm vào đó là sự tranh giành quyền thừa kế của hai con trai Lưu Biểu là Lưu Kỳ và Lưu Tông. Kết quả là Lưu Kỳ bị truất quyền thừa kế và phải chuyển ra làm tướng coi giữ Giang Hạ.
Vài tuần sau khi Lưu Kỳ bị truất quyền, Lưu Biểu cũng qua đời vào tháng 8 năm 208. Quyền kiểm soát Kinh Châu thuộc về người con trai thứ của ông là Lưu Tông. Tào Tháo lập tức chớp lấy cơ hội tấn công Kinh Châu. Lưu Tông đầu hàng nhanh chóng và Tào đạt được mục tiêu đầu tiên, đó là kiểm soát Giang Lăng, đồng thời tăng cường được một lực lượng thủy quân mạnh và giàu kinh nghiệm chiến đấu ở Kinh Châu.
Kinh Châu rơi vào tay của Tào Tháo đồng nghĩa với việc Lưu Bị một lần nữa phải chạy nạn xuống phía Nam. Chạy theo quân đội của Lưu Bị còn có rất nhiều nạn dân Kinh Châu, lực lượng ô hợp này sớm bị đội kị binh tinh nhuệ của Tào Tháo đuổi kịp và đánh tan tác tại trận Trường Bản (nằm gần Đương Dương ngày nay).

### Liên minh Tôn – Lưu thiết lập
Lưu Bị cùng tàn quân rút về Hạ Khẩu và bắt liên lạc với sứ thần của Tôn Quyền là Lỗ Túc. Theo một số sử liệu thì Lỗ Túc đã khuyên Lưu Bị rút quân xa hơn về phía Đông tới Phàn Khẩu. Theo một thuyết khác thì Lưu Kỳ sau đó hợp quân với Lưu Bị tại Giang Hạ còn quân sư của Lưu Bị là Gia Cát Lượng được phái tới Sài Tang để thương lượng với Tôn Quyền về một liên minh chống lại Tào Tháo. Thuyết thứ hai này cũng trùng hợp với các chi tiết được nhắc đến trong tiểu thuyết Tam quốc diễn nghĩa.
Tôn Quyền mặc áo vải thô, tiếp sứ giả ở doanh trại dựng tạm. Gia Cát Lượng giỏi xét người, mới đến cửa đã đoán được cá tính của Quyền, nên ông dùng kế khích tướng, cường điệu uy thế của Tào Tháo và khuyên Tôn Quyền quy phục. Quyền hỏi: "Nếu như lời ông, sao Lưu Dự Châu không hàng Tào đi?" Lượng đáp: "Điền Hoành chỉ là 1 tráng sĩ nước Tề còn không chịu nhục, huống chi Lưu Dự Châu vốn là dòng vương thất, anh tài cái thế. Nếu việc chẳng xong là bởi ý trời, sao có thể hàng Tào!"
Tôn Quyền nói rõ quyết tâm chống Tào, nhưng vẫn nghi ngại không đánh nổi, hỏi rằng: "Dự Châu (Lưu Bị) cũng mới thua trận, sao có thể chống nổi nạn này?" Gia Cát Lượng bèn đưa ra phân tích tình thế và thực lực của Tháo và Bị
- Lưu Bị tuy mới thua trận nhưng 10.000 thủy quân còn nguyên vẹn, quân Giang Hạ cũng được khoảng 10.000 người.
- Quân Tào tuy đông nhưng đã rất mỏi mệt sau khi truy kích Lưu Bị hơn 300 dặm, ấy chính là "nỏ mạnh đã bắn xa hết sức, sức chẳng thể xuyên thủng tấm lụa mỏng" vậy.
- Quân Tào đến từ phương Bắc, vốn không quen thủy chiến.
- Tào Tháo chỉ vừa mới chiếm được Kinh Châu, lòng người chưa phục.

Lượng nói tiếp rằng nếu phá được Tào Tháo sẽ lập thành được thế chân vạc, "cơ hội thành bại, là việc ở hôm nay vậy". Quyền hài lòng, đồng ý liên minh
Trước khi liên minh Tôn–Lưu được thành lập Tào Tháo đã gửi một bức thư cho Tôn Quyền trong đó nói tới việc Tào Tháo đang thống lĩnh 830.000 binh mã và đề nghị Tôn Quyền đầu hàng. Triều thần Đông Ngô lúc này chia làm hai phe chủ hàng và chủ chiến, phe chủ hàng do Trương Chiêu đứng đầu dựa vào lý lẽ quân số vượt trội của Tào Tháo, phe chủ chiến do Chu Du, người chỉ huy quân đội của Tôn Quyền, cùng Lỗ Túc, Gia Cát Lượng lại đề nghị Tôn lập một liên minh chống Tào với Lưu Bị. Chu Du phân tích rằng: con số 83 vạn quân mà Tào Tháo tuyên bố chỉ là phóng đại, ông cho rằng quân số thực của Tào Tháo chỉ khoảng 22–24 vạn, số còn lại chỉ là dân phu đi theo hỗ trợ tải lương mà thôi. Trong số 22–24 vạn quân này thì phần lớn là người phương Bắc không thạo thủy chiến, số thạo thủy chiến thì phần lớn là hàng quân Kinh Châu, vốn chưa phục vụ Tào Tháo lâu dài nên không sẽ không có ý chí chiến đấu cao.
Cuối cùng Tôn Quyền đã nghiêng về phe chủ chiến, ông cử Chu Du, Trình Phổ cùng Lỗ Túc dẫn 30.000 binh mã ra mặt trận, liên minh với Lưu Bị chống quân Tào.

## Lực lượng các bên tham chiến
- Tào Tháo: Khoảng 260.000[1]. Các tướng tham chiến là: Tào Nhân, Nhạc Tiến, Tào Thuần, Lý Thông, Mãn Sủng và tướng cũ của Lưu Biểu là Văn Sính. Trận này sở dĩ Tào Tháo không huy động sự tham gia của các danh tướng Trương Liêu, Hạ Hầu Đôn, Hạ Hầu Uyên, Lý Điển, Vu Cấm... vì ông có phần chủ quan, tin tưởng vào thắng lợi ở Giang Đông[17]. Số quân Tào tại mặt trận (gần với nhận định của Chu Du) thua xa con số 830.000 mà Tào Tháo tuyên bố, bao gồm cả 70.000 hàng binh Kinh Châu – những người mà Tào khó có thể tin tưởng về sự trung thành cùng tinh thần chiến đấu[18].
- Liên quân Tôn–Lưu: 50.000 binh mã đã được huấn luyện và có kinh nghiệm thủy chiến. Gồm khoảng 30.000 quân của Tôn Quyền giao cho Chu Du chỉ huy. Gần như toàn bộ nhân sự của Tôn Quyền được huy động gồm các tướng Chu Du, Trình Phổ, Lỗ Túc, Hàn Đương, Hoàng Cái, Lã Mông, Lăng Thống, Lã Phạm, Chu Thái, Cam Ninh, Đinh Phụng[19]. Lực lượng của Lưu Bị là khoảng 10.000 quân, phối hợp với 10.000 quân của Lưu Kỳ. Các tướng tham chiến có Quan Vũ, Trương Phi, Triệu Vân. Quân sư tham chiến là Gia Cát Lượng.

## Diễn biến

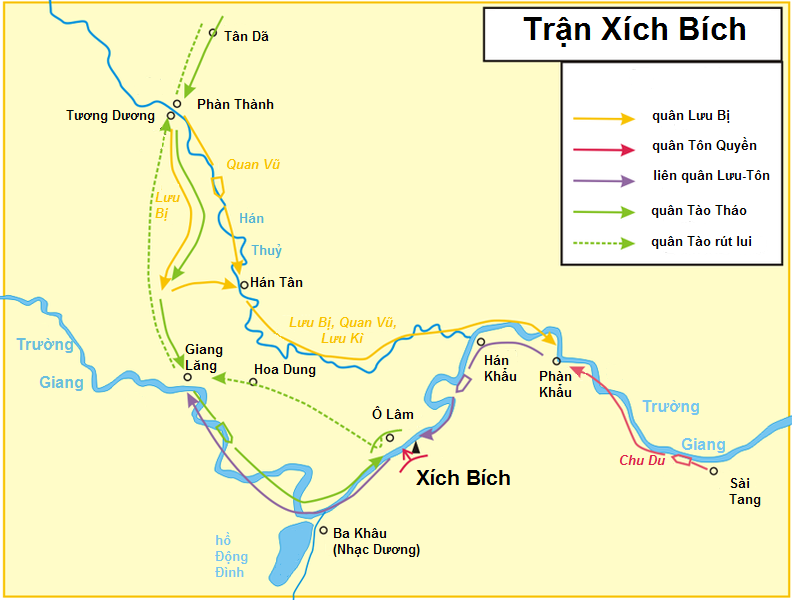
Đường tiến quân của Tào Tháo và bản đồ trận Xích Bích. Điểm đánh dấu trên bản đồ nằm gần vị trí của thành phố Xích Bích ngày nay

Trận Xích Bích có thể chia làm ba giai đoạn: Giai đoạn đụng độ ban đầu tại Xích Bích dẫn đến sự rút lui của quân Tào về chiến trường Ô Lâm trên bờ Tây Bắc của Trường Giang; giai đoạn thủy chiến mang tính quyết định; giai đoạn tháo chạy của Tào Tháo về hướng Hoa Dung (nằm xa về phía Bắc so với địa danh Hoa Dung hiện tại).
Trong giai đoạn đầu, thủy quân Tôn–Lưu ngược dòng Trường Giang từ Hán Khẩu–Phàn Khẩu tới Xích Bích, tại đây họ chạm trán với tiền quân của Tào Tháo. Vốn bị hành hạ bởi bệnh dịch và sự suy giảm về tinh thần cũng như sức chiến đấu do cuộc hành quân kéo dài từ Bắc xuống Nam, quân Tào không thể giành được lợi thế trong những trận giao tranh nhỏ ban đầu và buộc phải lui về đóng quân ở Ô Lâm (phía Bắc của Trường Giang).
Để giảm sự tròng trành của thuyền chiến (làm quân Tào vốn không quen với thủy chiến thường xuyên rơi vào trạng thái say sóng), Tào Tháo ra lệnh dùng xích sắt nối nhiều thuyền lại với nhau. Cũng có thuyết cho rằng quyết định này của Tào Tháo xuất phát từ lời khuyên của một gián điệp thuộc phe Tôn–Lưu (chi tiết này được La Quán Trung đưa vào Tam quốc diễn nghĩa với Bàng Thống đóng vai trò gián điệp).
Quan sát động thái này của Tào, tướng Hoàng Cái bên phía Đông Ngô đã kiến nghị Chu Du dùng kế trá hàng và được Chu Du tán đồng. Việc gửi thư trá hàng của Hoàng Cái lập tức được Tào Tháo tin theo, không cần phải bày kế khổ nhục làm Hoàng Cái phải chịu đòn roi và cũng không cần người đưa thư Hám Trạch phải đấu trí với Tào Tháo đến mức như Tam Quốc Diễn Nghĩa mô tả. Việc trá hàng thuận lợi, Hoàng Cái chuẩn bị một đội thuyền để bơi sang đánh úp vào thủy trại Tào.
Tới nay chưa rõ số lượng thuyền cụ thể trong đội quân của Hoàng Cái là bao nhiêu. Theo như "de Crespigny" ghi nhận thì Tam quốc chí đề cập tới "vài chục chiếc" còn Tư trị thông giám chỉ đề cập tới khoảng "mười chiến thuyền". Thuyền chiến mạnh được mô tả như những mông xung đấu hạm (蒙衝鬥艦). Trang bị của các chiến thuyền này vẫn còn là điều chưa rõ ràng, có thuyết cho rằng đó là những thuyền chiến được bọc da, theo một thuyết khác thì "mông xung" (蒙衝) có nghĩa là "được che đậy bảo vệ để xông thẳng vào tấn công hàng ngũ thuyền địch" còn "đấu hạm" (鬥艦) nghĩa là "có thể chở lính tham gia cận chiến". Các mông xung đấu hạm này được chất đầy vật liệu dễ cháy cùng mồi lửa để chuyển thành hỏa thuyền.
Khi đội "hàng binh" của Hoàng Cái đến giữa sông thì các hỏa thuyền bắt đầu được châm lửa và chúng theo gió Đông Nam lao thẳng vào hạm đội của Tào. Trong điều kiện gió lớn và bị xích vào nhau, các thuyền chiến của Tào Tháo nhanh chóng bắt lửa khiến một số lớn binh mã chết cháy trên thuyền hoặc chết đuối dưới sông.
Trong lúc quân Tào đang hoảng hốt vì đám cháy thì liên quân Tôn–Lưu do Chu Du dẫn đầu đã chiếm lĩnh trận địa và chia cắt lực lượng của Tào Tháo, buộc ông ta phải ra lệnh rút lui sau khi phá hủy một phần số thuyền chiến còn lại. Tào Tháo cùng bại binh rút lui về phía đường cái Hoa Dung xuyên qua vùng đầm lầy lớn phía Bắc hồ Động Đình. Trong điều kiện mưa nặng hạt khiến đường rút lui càng trở lên lầy lội, Tào Tháo phải ra lệnh cho binh lính, kể cả những người bị thương, vác theo các bó cỏ để lấp đường. Khó khăn cho quân Tào càng trầm trọng khi Chu Du và Lưu Bị không ngừng đuổi theo họ cho tới tận Nam Quận. Cuối cùng, thiệt hại nặng nề khiến Tào Tháo phải bỏ miền Nam rút về Nghiệp Quận, để lại Tào Hồng và Tào Nhân giữ Giang Lăng, Nhạc Tiến giữ Tương Dương và Mãn Sủng giữ Đương Dương.
Đáng ra liên quân Tôn–Lưu có thể tiêu diệt hoàn toàn bại quân của Tào Tháo nếu như họ không bị nghẽn lại tạo nên tình trạng hỗn loạn ở bờ Đông Trường Giang do thiếu thuyền vượt sông. Để giải quyết tình trạng lộn xộn, một đạo quân do Cam Ninh chỉ huy được lệnh thiết lập một đường sang sông khác trên phía Bắc ở Di Lăng, tuy nhiên đầu cầu này cũng không thể tiến xa do gặp phải đội quân tập hậu do Tào Nhân chỉ huy.

## Phân tích

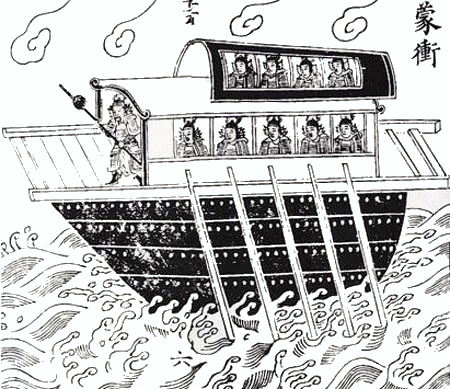
Một chiến thuyền tương tự mông xung đấu hạm

Đa số học giả cho rằng thất bại nhanh chóng và nặng nề của Tào Tháo là kết quả của những sai lầm chiến thuật liên tiếp từ phía quân Tào cũng như chiến thuật tấn công hiệu quả của Hoàng Cái và liên quân Tôn–Lưu. Ngay từ đầu Chu Du đã nhận ra sự thiếu kinh nghiệm của binh mã Tào Tháo trong thủy chiến, thêm vào đó là sự nghi ngờ của chính Tào đối với thủy quân Kinh Châu, lực lượng thiện chiến hơn nhiều trên chiến trường sông nước. Ngược lại với những tính toán sáng suốt và hợp lý trong các chiến dịch trước đó, ở Xích Bích Tào Tháo suy nghĩ đơn giản rằng sự vượt trội về số lượng binh lính sẽ giúp ông đánh bại thủy quân đầy kinh nghiệm của liên quân Tôn–Lưu. Sai lầm chiến lược đó đã dẫn đến sai lầm chiến thuật tiếp theo, đó là Tào Tháo ra lệnh cho lực lượng rất lớn bộ binh và kị binh của ông chuyển sang chiến đấu như thủy binh chỉ trong một thời gian ngắn trước trận chiến, rất nhiều người trong số họ đã say sóng khi lên thuyền và thậm chí cũng không biết bơi do xuất thân là người phương Bắc. Cộng thêm vào những sai lầm chiến thuật của Tào Tháo là nạn bệnh dịch ở phương Nam cùng sự suy giảm tinh thần trong quân sĩ do phải xa nhà quá lâu và liên tục hành quân, chiến đấu trong thời gian dài. Theo như Gia Cát Lượng thì: "Mũi tên dù cứng nhưng đến cuối tiễn đạo cũng không thể xuyên qua áo lụa mỏng".
Sai lầm có hệ thống trong chiến dịch chinh phạt miền Nam của Tào Tháo có thể còn xuất phát từ cái chết của Quách Gia – quân sư hàng đầu trong đội ngũ tham mưu của ông. Chính Tào Tháo đã nói rằng: "Nếu như có Quách Gia thì ta không bao giờ rơi vào tình cảnh thế này". Tào cũng bỏ qua lời khuyên của một quân sư trụ cột khác, Giả Hủ, khi ông này khuyên Tào Tháo sau sự đầu hàng của Lưu Tông nên cho quân đội nghỉ ngơi và tăng viện trước khi đối đầu với liên quân Tôn–Lưu. Bản thân Tào Tháo sau đại bại ở Xích Bích vẫn nghĩ rằng ông là người chủ động trên chiến trường và thua trận chẳng qua do thiếu may mắn: "…ta buộc phải đốt thuyền và rút lui là vì bệnh dịch, Chu Du chẳng có lý do gì để nhận lấy chiến thắng đó cho riêng mình". Bùi Tùng Chi trong phần bình chú cho Tam quốc chí cũng ủng hộ quyết định tham chiến của Tào Tháo khi cho rằng với đội thủy quân mạnh chiếm được ở Kinh Châu cộng thêm thế tấn công như vũ bão tạo được từ trước, Tào Tháo hoàn toàn chính xác khi không nghỉ ngơi mà tấn công ngay liên quân Tôn–Lưu, thất bại đến với ông không xuất phát chủ yếu từ sai lầm về chiến lược mà từ cách dùng binh của Chu Du, Lưu Bị cộng thêm sự hoành hành của bệnh dịch phương Nam trong quân Tào.

## Vị trí trận đánh

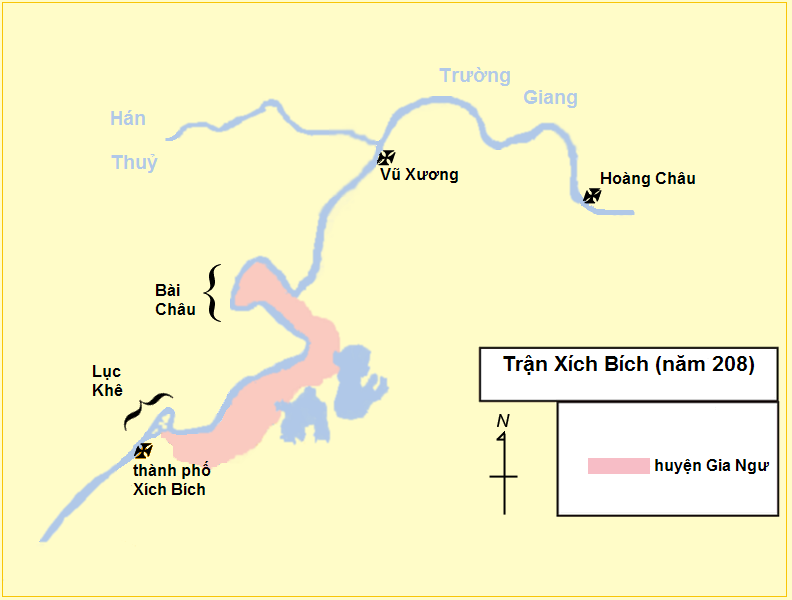
Khu vực có khả năng xảy ra trận Xích Bích (khúc sông kéo dài từ Hoàng Châu xuống thành phố Xích Bích)

Vị trí chính xác của trận Xích Bích đã gây tranh cãi cả trong công chúng và giới học giả từ rất lâu nhưng chưa bao giờ đi đến được một kết luận cuối cùng. Từ hơn 1.300 năm trở lại đây các học giả đã đưa ra nhiều giả thuyết về địa điểm của trận đánh, sự rắc rối này cũng một phần xuất phát từ việc Trường Giang đã thay đổi dòng chảy có từ thời nhà Tùy và nhà Đường dẫn đến nhiều địa danh lịch sử không còn nằm ở vị trí cũ của nó. Một ví dụ là Hoa Dung hiện nay nằm ở phía Nam Trường Giang trong khi vào thế kỷ thứ 3 nó lại nằm ở phía Đông của Giang Lăng, tức là phía Bắc của Trường Giang. Thậm chí một "ứng cử viên" cho địa điểm trận đánh là Phổ Kì vào năm 1998 đã được đổi tên thành "Xích Bích" để chứng tỏ sự liên hệ của nó với chiến trường lịch sử.
Theo sử liệu thì bại quân của Tào Tháo rút về phía Bắc dọc theo Trường Giang, chứng tỏ chắc chắn rằng địa điểm trận Xích Bích nằm ở đâu đó trên bờ Nam Trường Giang. Cũng theo sử liệu thì liên quân Tôn–Lưu đã ngược dòng Trường Giang từ Phàn Khẩu và Hán Khẩu (Trường Giang chảy xuôi ra Đông Hải theo hướng Đông) chứng tỏ Xích Bích phải nằm ở phía Tây của Phàn Khẩu. Trong khi đó lực lượng của Tào tháo ban đầu tiến từ Giang Lăng ở phía Tây vượt qua Ba Khâu (nay là Nhạc Dương) bên hồ Động Đình. Như vậy Xích Bích sẽ phải nằm ở hạ lưu (phía Đông Bắc) của địa danh này.
Một địa điểm khác từng được coi là Xích Bích đó là núi Xích Bích ở Hoàng Châu, đôi khi còn được gọi là "Xích Bích của Tô Đông Pha" hay "Văn Xích Bích" (文赤壁). Cái tên này xuất phát từ hai bài Xích Bích phú (赤壁賦) của Tô Thức làm vào thế kỷ 11. Thực tế thì Hoàng Châu nằm ở gần như đối diện Phàn Khẩu tức là ở hạ lưu của Hà Khẩu và không thể phù hợp với sử liệu về đường tiến của liên quân Tôn–Lưu (ngược thượng lưu từ Phàn Khẩu qua Hà Khẩu).
Phổ Kì, hay thành phố Xích Bích ngày nay, vốn nằm đối diện với Ô Lâm, được nhiều học giả cho là địa điểm có khả năng lớn gần với vị trí của Xích Bích, vì vậy nó còn có tên khác là "Vũ Xích Bích" (武赤壁) để phân biệt với "Văn Xích Bích" ở Hoàng Châu. Giả thuyết này được đưa ra lần đầu vào thời Sơ Đường. Tại đây có một vách đá trên đó có đề chữ khẳng định vị trí trận đánh, các chữ này được cho là có niên đại khoảng giữa thời nhà Đường và nhà Tống, tức là ít nhất đã có 1.000 năm tuổi.
Một giả thuyết khác cho rằng Xích Bích nằm ở bờ Nam Trường Giang trên địa phận huyện Gia Ngư (thuộc địa cấp thị Hàm Ninh, Hồ Bắc) ở hạ lưu của thành phố Xích Bích. Đây là giả thuyết được một số học giả về lịch sử Trung Quốc như Rafe de Crespigny hay Vương Lực ủng hộ, họ dựa theo tác phẩm địa lý Thủy kinh chú xuất bản thời nhà Thanh.
Theo một giả thuyết khác lại cho rằng Xích Bích là tên gọi phần lãnh địa thuộc bờ nam Trường Giang (thuộc Tôn Quyền), còn địa phận bờ bắc Trường Giang (thuộc Tào Tháo), nơi thực sự diễn ra cuộc tiến công của Hoàng Cái bên Đông Ngô là Ô Lâm
Thành phố Vũ Hán (nằm ở phía Đông của Ô Lâm, thành phố Xích Bích và Gia Ngư tại hợp lưu của Trường Giang và Hán Thủy) cũng được coi là một khả năng cho Xích Bích. Theo giả thuyết này thì trận Xích Bích đã diễn ra ngay ở phần hợp lưu, tức là phía Tây Nam Vũ Xương (nay là một phần của Vũ Hán).

## Kết quả và ý nghĩa
Mặc dù trên bản đồ Trung Quốc khi đó còn sự hiện diện của các lực lượng chư hầu khác như Trương Lỗ, Lưu Chương, Mã Đằng – Hàn Toại, nhưng cuối cùng các thế lực này đều không tồn tại lâu, thế "chia ba thiên hạ" được xác lập sau này bởi chính 3 lực lượng tham gia trận Xích Bích.
Cuối năm 209, Giang Lăng cuối cùng cũng rơi vào tay quân đội của Chu Du, phần lãnh thổ do Tào Tháo kiểm soát ở Kinh Châu thu hẹp chừng 160 km về phía Tương Dương. Sau trận Xích Bích, trong các lần đụng độ với quân Tào do Tào Nhân chỉ huy, lực lượng của Tôn Quyền chịu thiệt hại lớn hơn nhiều so với lực lượng của Lưu Bị. Thiệt hại đó cộng thêm cái chết của Chu Du năm 210 đã khiến quân Đông Ngô mất lợi thế ở Kinh Châu và để cho lực lượng của Lưu Bị dần dần kiểm soát toàn bộ phần đất chiến lược và được phòng thủ ở đây. Quyền kiểm soát Kinh Châu vừa giúp Lưu Bị lần đầu tiên có được vị thế của một chư hầu mạnh đồng thời mở ra con đường tiến vào đất Thục.
Sau trận Xích Bích, Tào Tháo không bao giờ còn hội đủ một đội thủy binh lớn để tiêu diệt hai đối thủ ở phương Nam. Kết quả này của trận Xích Bích đã bước đầu định hình cho thế chân vạc thời Tam Quốc của ba nước Tào Ngụy – Thục Hán – Đông Ngô và vì thế nó được coi là trận đánh có ý nghĩa lớn trong lịch sử Trung Quốc. Sự chia cắt Bắc–Nam của lãnh thổ Trung Hoa cũng lần đầu thành hình và kéo dài nhiều thế kỷ sau đó.
| Các chư hầu năm 208 sau trận Xích Bích | Thế chân vạc của ba nước Thục Hán, Tào Ngụy, Đông Ngô năm 215 |
|                                        |                                                               |

## Trong văn hóa đại chúng

### Văn học

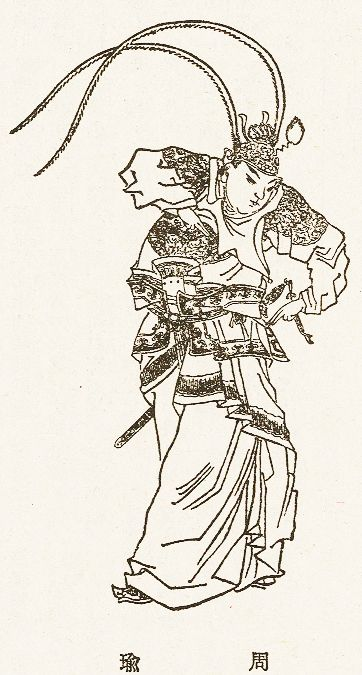
Minh họa Chu Du cho tiểu thuyết Tam quốc diễn nghĩa xuất bản thời nhà Thanh

Trận Xích Bích được mô tả rất kĩ trong tiểu thuyết Tam quốc diễn nghĩa (từ hồi 43 khi Gia Cát Lượng sang Đông Ngô thuyết phục Tôn Quyền thành lập liên minh Tôn–Lưu đến hồi 50 khi Quan Vũ thả Tào Tháo ở đường Hoa Dung), tuy nhiên nhiều chi tiết do La Quán Trung đưa vào tiểu thuyết khá khác biệt so với ghi chép lịch sử. Đúng như nhận định của sử gia Lê Đông Phương:
| “                | Tam Quốc Diễn Nghĩa miêu tả quá trình trận Xích Bích mười phần tinh tế, trên phương diện văn học là một thành tựu lớn, đáng tiếc so với sự thật thì không phù hợp. | ” |
| — Lê Đông Phương | |   |

Ví dụ lực lượng của Tào Tháo được phóng đại lên tới 83 vạn người, có thể là kết quả của những câu chuyện dân gian lưu truyền ở các giai đoạn sau, đặc biệt là thời Nam Tống (trong thư gửi Tôn Quyền, Tào Tháo cũng tự nói phao lên là mình có hơn 80 vạn quân, có thể con số đó đã được sử dụng cho các truyện kể dân gian sau này). Vai trò của lực lượng Lưu Bị trong tiểu thuyết (vốn có xu hướng "ủng Lưu phản Tào") cũng được đề cao hơn so với sự thật lịch sử, kéo theo là vai trò lớn hơn của cá nhân Lưu Bị, Gia Cát Lượng và các tướng lĩnh dưới quyền khác trong trận thắng lớn ở Xích Bích. Trong khi đó vị thế của Chu Du, Lỗ Túc cùng các tướng lĩnh Đông Ngô bị giảm thiểu mặc dù họ mới là lực lượng tham chiến chính của liên quân Tôn–Lưu. Nếu như trong các sử liệu, hình ảnh của Lỗ Túc là một quân sư mẫn tiệp còn Chu Du là một chỉ huy tài năng, một người hào hiệp, sáng suốt và dũng cảm thì trong Tam quốc diễn nghĩa vai trò của Lỗ Túc khá mờ nhạt, còn Chu Du tuy cũng được mô tả là người "văn võ song toàn", đa mưu túc trí lại thiện chiến dũng mãnh, song vẫn bị tài trí của Gia Cát Lượng qua mặt nhiều lần. Thậm chí, Chu Du vì phẫn uất mà còn tự so mưu trí của mình với Gia Cát Lượng với câu nổi tiếng "trời sinh Du sao còn sinh Lượng". Cả Chu Du lẫn Lỗ Túc đều bị La Quán Trung mô tả là kém hơn Gia Cát Lượng về phương diện trí tuệ.
Trong Tam quốc diễn nghĩa cũng có những chi tiết hoàn toàn mang tính hư cấu để làm tăng thêm sự hấp dẫn của tác phẩm, ví dụ như chi tiết Gia Cát Lượng lập đàn cầu gió Đông, chi tiết thuyền cỏ mượn tên hay chi tiết Quan Vũ thả Tào Tháo ở Hoa Dung.
Một tình tiết nhỏ khác ở giai đoạn diễn biến trước trận đánh này cũng được các nhà sử học đính chính so với tiểu thuyết. Người vợ Lưu Bị được Triệu Vân cứu là Cam phu nhân chứ không phải My phu nhân và bà sống trở về cùng A Đẩu trong trận độc chiến nổi tiếng đó của danh tướng họ Triệu chứ không phải tự vẫn bằng cách lao xuống giếng.

### Thơ ca
Trước khi lâm trận, trong một đêm đông ở thủy trại, Tào Tháo ngồi uống rượu và nhân hứng làm bài thơ Đoản ca hành kỳ 1 còn lưu lại đến ngày nay:
| 短歌行其一 | Đoản ca hành kỳ 1    | Bài hát ngắn kỳ 1   |
| 對酒當歌， | Đối tửu đương ca     | Trước rượu nên hát  |
| 人生幾何： | Nhân sinh kỷ hà?     | Đời người bao lâu?  |
| 譬如朝露， | Ví như triều lộ      | Giống như sương sớm |
| 去日苦多。 | Khứ nhật khổ đa      | Ngày qua khổ đau    |
| 慨當以慷， | Khái đương dĩ khảng  | Nghĩ tới ngậm ngùi  |
| 憂思難忘。 | Ưu tư nan vong       | Buồn lo suốt đời    |
| 何以解憂： | Hà dĩ giải ưu?       | Lấy gì quên được?   |
| 惟有杜康。 | Duy hữu đỗ khang     | Chỉ rượu mà thôi?   |
| 青青子衿， | Thanh thanh tử khâm  | Xanh xanh áo ai     |
| 悠悠我心。 | Du du ngã tâm        | Lòng ta bồi hồi     |
| 但為君故， | Đãn vị quân cố       | Chỉ vì ai đó        |
| 沉吟至今。 | Trầm ngâm chí câm    | Trầm ngâm đến nay   |
| 呦呦鹿鳴， | Ao ao lộc minh       | Hươu kêu rao rao    |
| 食野之蘋。 | Thực dã chi bình     | Cùng ăn quả bình    |
| 我有嘉賓， | Ngã hữu gia tân      | Ta có khách quý     |
| 鼓瑟吹笙。 | Cổ cầm suy sinh      | Gảy đàn thổi sênh   |
| 皎皎如月， | Minh minh như nguyệt | Vằng vặc như trăng  |
| 何時可輟？ | Hà thời khả xuyết?   | Lấy được lúc nào?   |
| 憂從中來， | Ưu tùng trung lai    | Trong lòng lo lắng  |
| 不可斷絕。 | Bất khả đoạn tuyệt   | Dứt được làm sao?   |
| 越陌度阡， | Việt mạch độ thiên   | Lội ruộng giẫm bờ   |
| 枉用相存。 | Uổng dụng tương tồn  | Tiếc nỗi sống thừa  |
| 契闊談宴， | Khế khoát đàm yến    | Bạn bè hội họp      |
| 心念舊恩。 | Tâm niệm cựu ân      | Lòng nhớ ơn xưa     |
| 月明星稀， | Nguyệt minh tinh hy  | Sao thưa trăng sáng |
| 烏鵲南飛， | Ô thước nam phi      | Về nam quạ bay      |
| 繞樹三匝， | Nhiễu thụ tam táp    | Ba vòng cây lượn    |
| 無枝可依。 | Hà chi khả y?        | Đậu cành nào đây?   |
| 山不厭高， | Sơn bất yếm cao      | Núi không ghét cao  |
| 水不厭深。 | Hải bất yếm thâm     | Biển không ghét sâu |
| 周公吐哺， | Chu Công thổ bô      | Chu Công thả cơm    |
| 天下歸心。 | Thiên hạ quy tâm     | Thiên hạ về theo    |

Nhà thơ Đỗ Mục thời nhà Đường làm bài thơ Xích Bích hoài cổ nổi tiếng:
| 赤壁懷古         | Xích Bích hoài cổ                | Nhớ Xích Bích xưa                 |  |
| 折戟沉沙鐵未銷， | Chiết kích trầm sa thiết vị tiêu | Kích gãy, cát chìm sắt chưa tiêu  |  |
| 自將磨洗認前朝。 | Tự tương ma tẩy nhận tiền triều  | Giũa mài nhận thấy dấu tiền triều |  |
| 東風不與周郎便， | Đông phong bất dữ Chu Lang tiện  | Gió đông ví phụ chàng Công Cẩn    |  |
| 銅雀春深銷二喬。 | Đồng Tước xuân thâm toả nhị Kiều | Đài xuân Đồng Tước nhốt hai Kiều  |  |

Tô Đông Pha cũng làm trận Xích Bích thêm nổi tiếng với hai bài Tiền Xích Bích phú và Hậu Xích Bích phú của ông, mặc dù địa điểm "Văn Xích Bích" mà ông lấy cảm hứng chưa chắc đã là địa điểm xảy ra trận Xích Bích. Bên cạnh đó ông cũng có một bài từ theo điệu Niệm nô kiều lấy cảm hứng từ trận Xích Bích mang tên Niệm nô kiều – Xích Bích hoài cổ:
| 念奴嬌－赤壁懷古     | Niệm nô kiều – Xích Bích hoài cổ          | (bản dịch của Nguyễn Chí Viễn)             |
| 大江東去，           | Đại giang đông khứ,                       | Dòng sông đông rót,                        |
| 浪淘盡千古風流人物。 | Lãng đào tận thiên cổ phong lưu nhân vật. | Đào thải hết ngàn thuở phong lưu nhân vật. |
| 故壘西邊，           | Cố luỹ tây biên,                          | Luỹ cổ tây biên,                           |
| 人道是三國周郎赤壁。 | Nhân đạo thị Tam Quốc Chu Lang Xích Bích. | Người bảo đấy Tam Quốc Chu Du Xích Bích.   |
| 亂石崩雲，           | Loạn thạch băng vân,                      | Đá rối mây xen,                            |
| 驚濤拍岸，           | Kinh đào phách ngạn,                      | Sóng tung bờ rạn,                          |
| 捲起千堆雪。         | Quyển khởi thiên đôi tuyết.               | Cuộn bốc ngàn trùng tuyết.                 |
| 江山如畫，           | Giang sơn như hoạ,                        | Non sông như vẽ,                           |
| 一時多少豪傑。       | Nhất thời đa thiểu hào kiệt.              | Một thuở bao nhiêu hào kiệt.               |
| 遙想公瑾當年，       | Dao tưởng Công Cẩn đương niên,            | Xa nghe Công Cẩn đương thì,                |
| 小喬初嫁了，         | Tiểu Kiều sơ giá liễu,                    | Tiểu Kiều vừa mới cưới,                    |
| 雄姿英發。           | Hùng tư anh phát.                         | Anh hùng phong cách.                       |
| 羽扇綸巾，           | Vũ phiến luân cân,                        | Phe phẩy quạt khăn,                        |
| 談笑間，             | Đàm tiếu gian,                            | Khoảng tiếu đàm,                           |
| 檣櫓灰飛煙滅。       | Tường lỗ hôi phi yên diệt.                | Quân giặc tro tiêu khói diệt.              |
| 故國神遊，           | Cố quốc thần du,                          | Nước cũ thần du,                           |
| 多情應笑我，         | Đa tình ưng tiếu ngã,                     | Đa tình cười khéo giống,                   |
| 早生華髮。           | Tảo sinh hoa phát.                        | Tóc mau trắng toát.                        |
| 人生如夢，           | Nhân sinh như mộng,                       | Đời như giấc mộng,                         |
| 一樽還酹江月。       | Nhất tôn hoàn lỗi giang nguyệt.           | Một chén trên sông thưởng nguyệt.          |

Nhà văn, nhà thơ Tào Tuyết Cần đời nhà Thanh – tác giả tiểu thuyết Hồng Lâu Mộng nổi tiếng – cũng làm bài thơ Xích Bích hoài cổ:
| 赤壁懷古         | Xích Bích hoài cổ                 | (bản dịch của Vũ Bội Hoàng)         |
| 赤壁塵埋水不流， | Xích Bích trần mai thủy bất lưu,  | Xích Bích sông kia nước chẳng trôi, |
| 徒留名姓栽空舟。 | Đồ lưu danh tính tài không chu.   | Truyền trơ tên họ chở đi thôi.      |
| 喧闐一炬悲風冷， | Huyên điền nhất cự bi phong lãnh, | Ầm ầm gió thảm theo làn khói,       |
| 無限英魂在內遊。 | Vô hạn anh hồn tại nội du.        | Biết mấy hồn thiêng quẩn đấy rồi.   |

Nhà thơ Thôi Đồ cũng có 1 bài Xích Bích hoài cổ khác:
| 赤壁懷古         | Xích Bích hoài cổ                    | dịch thơ                           |
| 漢室河山鼎勢分， | Hán thất hà sơn đỉnh thế phân,       | Núi sông nhà Hán thế ba chân       |
| 勤王誰肯顧元勳。 | Cần vương thùy khẳng cố nguyên huân. | Giúp vua đâu kể đến công thần      |
| 不知征伐由天子， | Bất tri chinh phạt do thiên tử,      | Chinh phạt chư hầu do thiên tử     |
| 唯許英雄共使君。 | Duy hứa anh hùng cộng sứ quân.       | Hùng cứ gồm ta với sứ quân         |
| 江上戰餘陵是穀， | Giang thượng chiến dư lăng thị cốc,  | Gò khe còn đó sau trận chiến       |
| 渡頭春在草連雲。 | Độ đầu xuân tại thảo liên vân.       | Mây cỏ liền nhau trước sắc xuân    |
| 分明勝敗無尋處， | Phân minh thắng bại vô tầm xứ,       | Tìm đâu ra chỗ xưa tranh thắng     |
| 空聽漁歌到夕曛。 | Không thính ngư ca đáo tịch huân.    | Chỉ nghe chài hát lúc chiều buông. |

### Điện ảnh
Năm 2008 đạo diễn Ngô Vũ Sâm đã cho ra mắt bộ phim Đại chiến Xích Bích (赤壁) lấy cảm hứng từ các sự kiện của trận đánh, với kinh phí 80 triệu USD, đây là bộ phim đắt giá nhất trong lịch sử điện ảnh Trung Quốc và châu Á. Phần hai được trình chiếu tháng 1 năm 2009.
Ngày nay thành phố Xích Bích đã trở thành một địa điểm tham quan du lịch quan trọng, góp phần thúc đẩy cho kinh tế của thành phố này.